# IMAM Ro.63
L'IMAM Ro.63 era un monomotore ad ala alta da collegamento e ricognizione prodotto in piccola serie dall'azienda italiana Industrie Meccaniche Aeronautiche Meridionali (IMAM) negli anni quaranta.
Dotato di caratteristiche STOL equivalenti al tedesco Fieseler Fi 156 Storch, venne impiegato dalla Regia Aeronautica sia nel contesto europeo che coloniale durante il periodo della seconda guerra mondiale

## Storia del progetto
Dopo aver acquistato dalla Germania un Fieseler Fi 156 Storch ed averne valutato le qualità, la Regia Aeronautica nel novembre del 1938 indisse un bando in cui invitava le aziende aeronautiche italiane a progettare un velivolo di costruzione semplice da destinare principalmente alla flotta coloniale dell'Africa Orientale Italiana, che avesse la capacità di trasportare 3 persone ed una barella. Nel giro di pochi mesi vennero presentati due progetti: la A.V.I.S. (Avio Industrie Stabiensi), una consociata Caproni, presentò il C.4, un monomotore ad ala bassa, mentre la IMAM presentò il suo Ro.63, progettato da Giovanni Galasso, il quale sarebbe risultato vincitore del concorso.
Il Ro.63 era un velivolo realizzato in tecnica mista, concettualmente simile allo Storch adottato da prima dell'inizio del conflitto dalla Luftwaffe, e che ne riproduceva le capacità di effettuare decolli ed atterraggi in spazi ridotti. Al contrario del modello tedesco, che dalla versione C era dotata di una mitragliatrice MG 15 rivolta verso la parte posteriore, per il Ro.63 non venne previsto alcun armamento difensivo.
Le caratteristiche del Ro.63 si rivelarono più che soddisfacenti tanto che nel dicembre del 1941 lo stesso Generale Rino Corso Fougier, l'allora Capo di Stato Maggiore dell'Arma Aerea, ne commissionò 100 esemplari imponendo però l'utilizzo del motore di produzione nazionale Isotta Fraschini Beta. Questo, che era afflitto da noti problemi di affidabilità legati all'alimentazione, confermò tutti i problemi anche installato su uno dei 6 esemplari di preserie del Ro.63, considerati tanto insormontabili da annullarne la precedente commessa per cambiarla in 150 esemplari dotati questa volta dell'originario motore tedesco. In seguito però alla diminuita disponibilità degli Hirth, la produzione dei successivi 150 velivoli non venne nemmeno mai iniziata.

## Tecnica
L'IMAM Ro.63 era un monomotore ad ala alta controventata a struttura mista con caratteristiche STOL di aspetto simile al tedesco Fieseler Fi 156 Storch.
La fusoliera era realizzata in tubi saldati, rivestita anteriormente in lamiera e posteriormente in tela. La cabina di pilotaggio era costituita anteriormente da due posti affiancati, con un unico volantino di guida posizionabile a destra o a sinistra, e posteriormente da una sezione in cui era ricavato un posto riservato al marconista ed un altro ad un eventuale passeggero. Nelle missioni di soccorso l'accesso alla barella era garantito da un portello incernierato sulla parte superiore della fusoliera. Posteriormente terminava in un impennaggio classico monoderiva con piani orizzontali controventati superiormente da un diagonale.
L'ala, a pianta rettangolare, era montata alta, incernierata su una struttura bilongherone in duralluminio, con centine in legno ricoperte da pannelli in legno telato, ed era dotata di un sistema di ipersostentazione con alette Handley-Page sul bordo d'attacco.
Il carrello d'atterraggio era semplice, fisso, biciclo anteriore con elementi ammortizzati integrato posteriormente da un ruotino d'appoggio posizionato sotto la coda.
La propulsione era affidata al motore Hirth HM 508, un otto cilindri a V rovesciata raffreddato ad aria di produzione tedesca e destinato ai velivoli leggeri, abbinato ad un'elica bipala a passo variabile.

## Impiego operativo
Gli esemplari prodotti iniziarono ad essere assegnati dall'estate 1941 ai reparti di osservazione aerea della Regia Aeronautica inquadrati nell'Aviazione Ausiliaria del Regio Esercito, equipaggiando la 27ª Squadriglia Ricognizione basata all'aeroporto di Roma-Centocelle e la 132ª Squadriglia del 76º Gruppo di Osservazione Aerea basato a Zuara, in Libia.
L'aereo fu richiesto anche dalla O.R. (organizzazione Roma), ovvero il gruppo, in seno alla Regia Aeronautica, che andava costituendo una Aeronautica imbarcata. In particolare questo aereo sarebbe stato il ricognitore imbarcato anti sommergibile tipo, e il principale aereo sulla portaerei Sparviero, anche se inadatto a tale compito.
In conseguenza dell'attrito bellico e della difficoltà a reperire i pezzi di ricambio per il motore, alla data del 31 luglio 1943 dei 6 costruiti ne risultava efficiente un solo esemplare.
Al termine del conflitto, il capitano Manfredi della riunificata aeronautica militare, date le ottime qualità del progetto propose di rimettere in produzione il Ro.63 con un diverso motore, ma alla IMAM non si trovò più alcuna traccia né dei disegni costruttivi né della documentazione originale dell'aereo. Pertanto l'idea, invero ottima date le caratteristiche del velivolo, dovette essere abbandonata.

## Utilizzatori
Italia
- Regio Esercito
  - Aviazione Ausiliaria

## Velivoli comparabili
Germania
- Fieseler Fi 156 Storch

 Giappone
- Kokusai Ki-76

 Italia
- Caproni-AV.I.S C.4 (prototipo)
- Caproni GDL (prototipo mai completato)

 Regno Unito
- Westland Lysander

 Stati Uniti
- Taylorcraft L-2